# ماما وصندوقها الأسود
ماما وصندوقها الأسود أو جيني وجورجيا (بالإنجليزية: Ginny & Georgia) دراما كوميدية تلفزيونية أميركية من تأليف سارة لامبرت وإنتاج نتفليكس. 

## الحبكة
تدور أحداث مسلسل «ماما وصندوقها الأسود» حول «جيني ميلر» البالغة من العمر 15 عامًا وهي أكثر نضجًا من والدتها «جورجيا» البالغة من العمر 30 عامًا، حيث تقرر جورجيا الاستقرار في بلدة نيو إنجلاند مع ابنتها جيني وابنها أوستن، لتوفر لهم حياة أفضل.

## الإنتاج

### التطوير
في 13 أغسطس 2019، أُعلن أن نتفليكس قد أعطت أمرًا بإنتاج أول موسم لمسلسل يتكون من عشر حلقات. تم تأليف المسلسل من قبل سارة لامبرت التي كان من المتوقع أيضًا أن تقوم بإنتاجه تنفيذيًا إلى جوار كل من ديبرا جي فيشر، وآنيا آدامز، وجيف تاهلر، وجيني دالي، وهولي هاينز، ودان مارش. أخرج آدامز أيضًا الحلقتين الأوليين من المسلسل. كما تقرر أن تكون شركات الإنتاج المشاركة في المسلسل كل من ماديكا، وكريتكل كونتينت، وداينمك تيلفيجن. 

### اختيار الأدوار
إلى جانب الإعلان الأولي عن المسلسل، تم الإبلاغ عن أن براين هاوي، وأنتونيا جينتري، وديزل لا توراكا، وجينيفر روبرتسون، وفيليكس مالارد ، وسارة وايسغلاس، وسكوت بورتر، وريموند أبلاك تم اختيارهم كممثلين رئيسيين بالمسلسل.  في 20 يناير 2021، أُعلن أن مايسون تمبل سيكون ضيفًا على المسلسل في عدد من الحلقات.

### التصوير
بدأ التصوير الرئيسي للمسلسل في 14 أغسطس 2019 وانتهى في 10 ديسمبر 2019. تم التصوير في تورنتو وكوبورج، أونتاريو، بكندا. 

## العرض
تم عرض مسلسل ماما وصندوقها الأسود لأول مرة في 24 فبراير 2021. 

## روابط خارجية
- ماما وصندوقها الأسود على موقع IMDb (الإنجليزية)
- ماما وصندوقها الأسود على موقع ميتاكريتيك (الإنجليزية)
- ماما وصندوقها الأسود على موقع روتن توميتوز (الإنجليزية)
- ماما وصندوقها الأسود على موقع نتفليكس (الإنجليزية)
- ماما وصندوقها الأسود على موقع فيلمافينيتي (الإسبانية)
- ماما وصندوقها الأسود على موقع كينوبويسك (الروسية)
- ماما وصندوقها الأسود على موقع ألو سيني (الفرنسية)
- ماما وصندوقها الأسود على موقع قاعدة بيانات الفيلم (الإنجليزية)